# Ulrico Aostalli
Ulrico Aostalli (auch: Aostali, Avostalli, Avostalis, Avostalo, Aostalli de Sala, Vostalis, Aostalis; * um 1525 in Sala Capriasca; † 10. Mai 1597 in Prag) war ein aus dem Tessin stammender in Böhmen tätiger Baumeister.

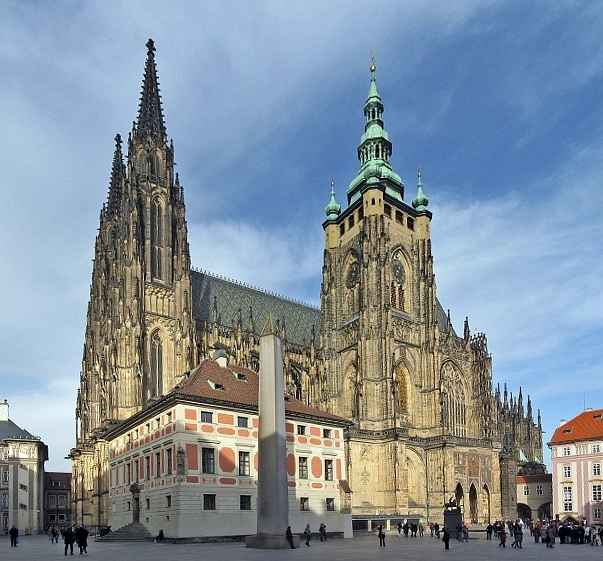
Der Veitsdom auf der Prager Burg

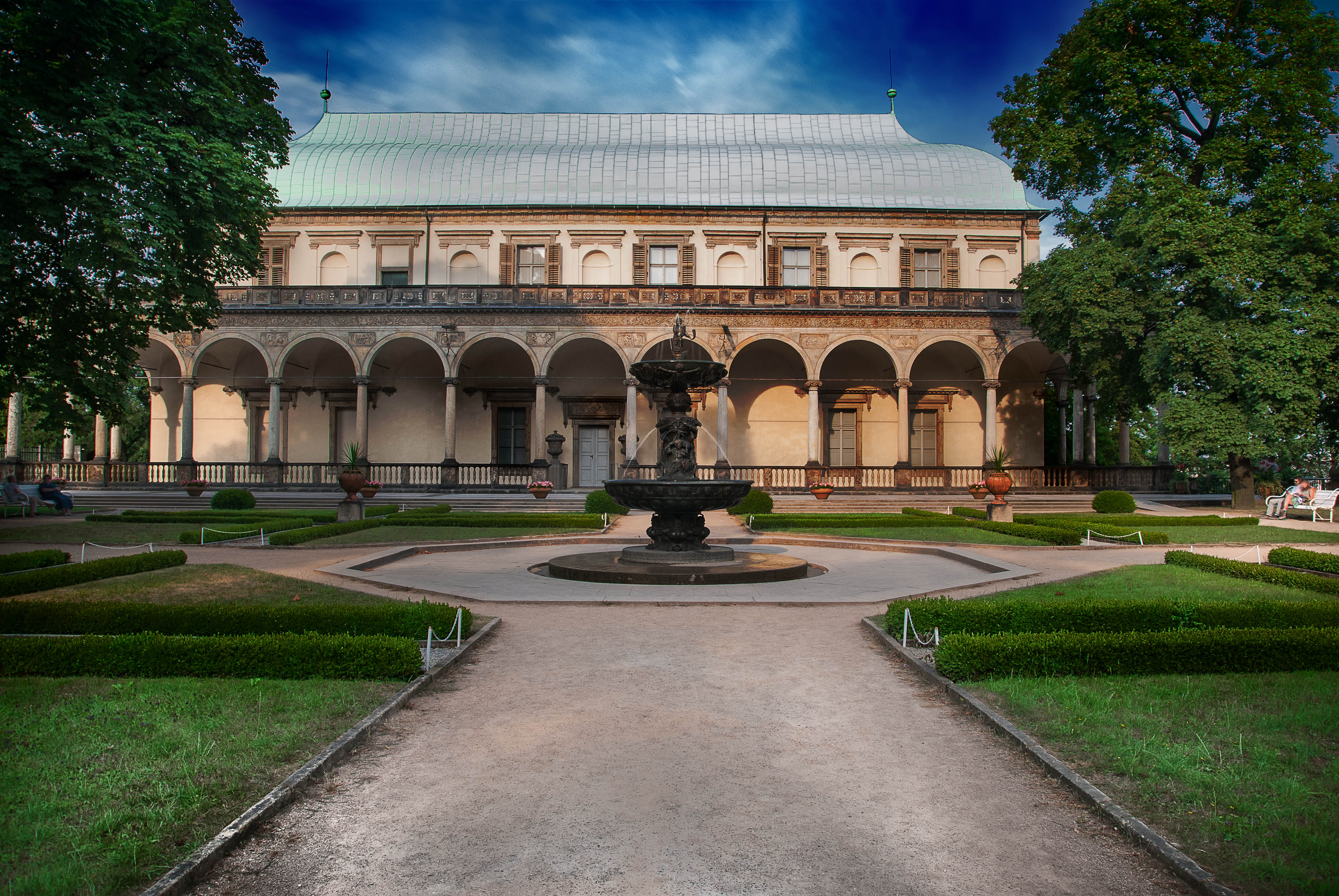
Das Lusthaus der Königin Anna oder Prager Belvedere

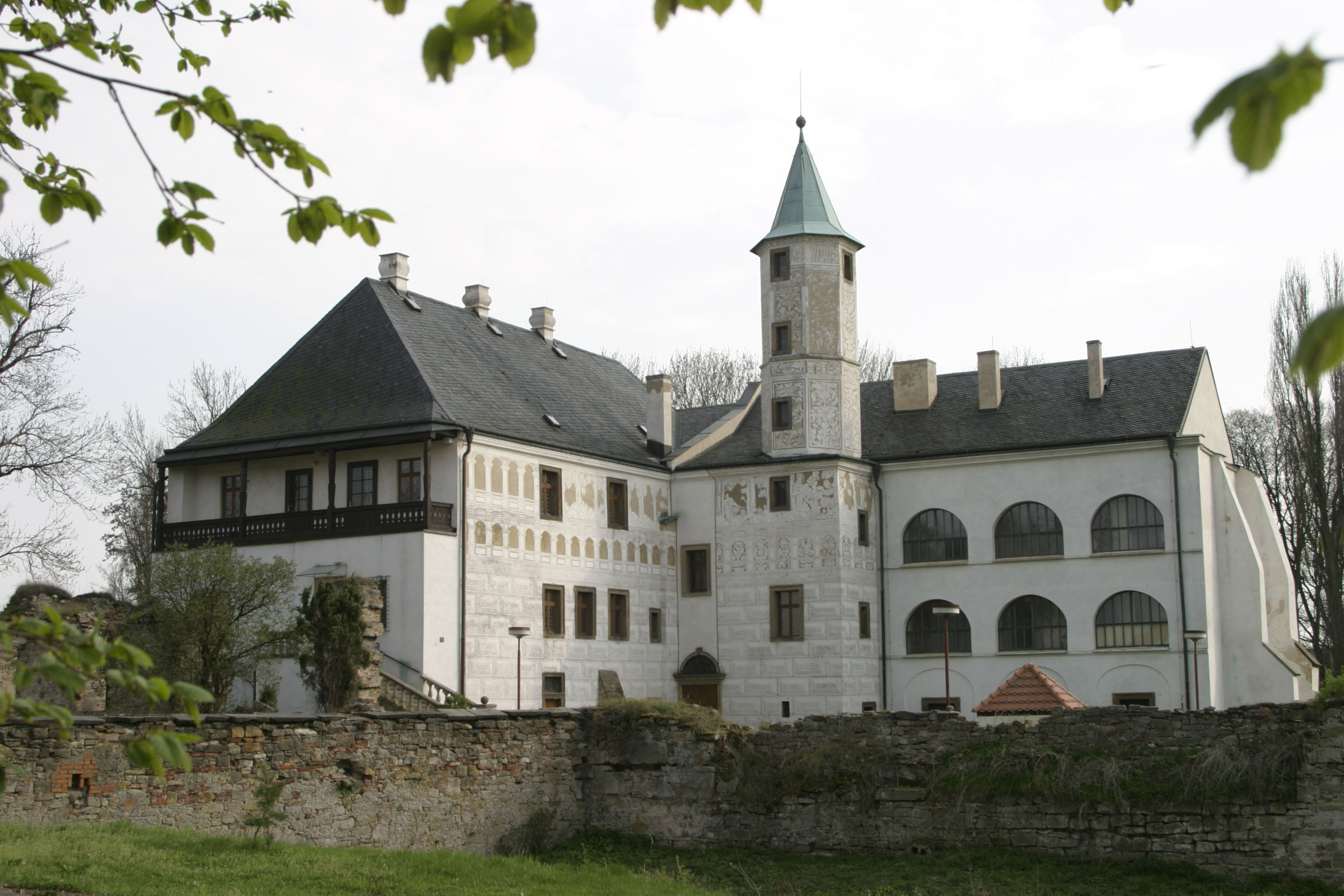
Schloss Přerov nad Labem

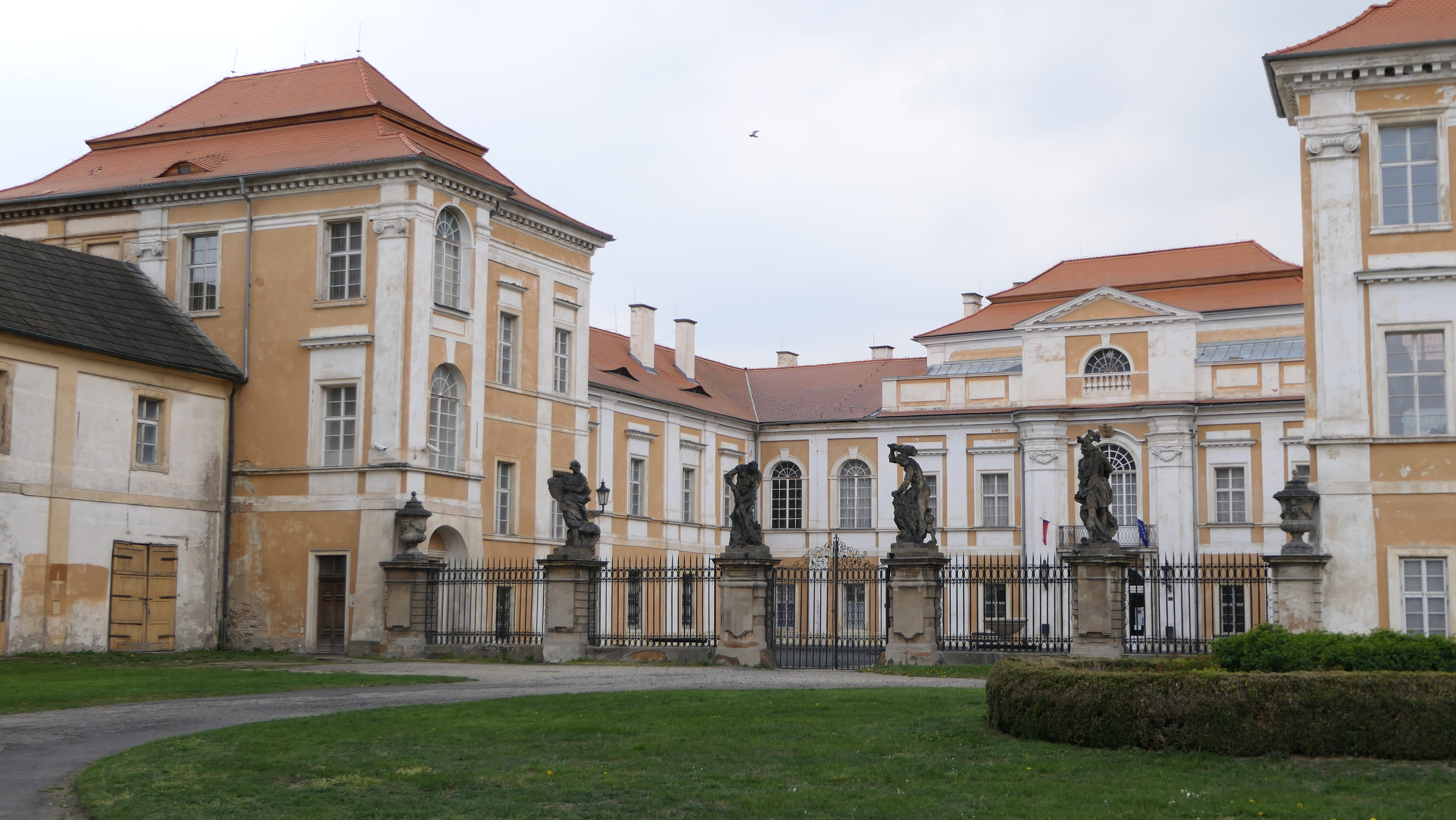
Blick auf das Schloss Duchcov – Hauptgebäude

## Biographie
Ulrico Aostalli entstammte der Tessiner Baumeisterfamilie Aostalli. Seit den 1540er Jahren stand er in Prag im Dienst König Karls. 1548 war er Mitglied der Maurergruppe des Giovanni Maria Aostalli, die am Veitsdom, am Lusthaus der Königin Anna und im Hofgarten tätig war. 1558–1559 arbeitete er auf dem Hradschin sowie beim Obergeschoss des Lusthauses im Hofgarten unter Leitung des Baumeisters Bonifaz Wohlmut, der ihn ein Jahr später dem Kaiser Ferdinand I. als königlichen Baumeister vorschlug.
Die Ernennung zum Baumeister auf der Prager Burg in der Nachfolge des Giovanni Maria Aostalli erfolgte am 24. April 1567. Für 1569 ist er als Bürger vom Hradschin nachgewiesen. Später siedelte er auf die Kleinseite über. Nach Wolmuts Pensionierung wurde ihm 1570 die Leitung über die königlichen Bauten übertragen. Von 1573 bis 1583 war er als Bauamtsverwalter der Prager Burg für die Oberaufsicht der königlichen Besitzungen zuständig. Von 1575 bis zu seinem Tod bekleidete er das Amt eines Zunftältesten der Prager Kleinseite. In dieser Position wirkte er als Gutachter und Berater bei Baustreitigkeiten. 1595 berief Aostalli seinen Neffen R. Soldata aus Rom nach Prag, der mit ihm bis zu Aostallis Tod zusammenarbeitete.
Zahlreiche Aufträge erhielt er von den böhmischen Adelsfamilien Waldstein, Pernstein, Rosenberg, Lobkowitz, Smiřický von Smiřice, Dietrichstein, Neuhaus u. a. Dadurch erwarb er ein beträchtliches Vermögen, zu dem Häuser im Bereich der Prager Burg und des Hradschin sowie Liegenschaften auf der Kleinseite gehörten.
Seit 1561 war Ulrico Aostalli mit Domenica verheiratet, einer Tochter des Domenico de Maggi. Nach seinem Tod wurde er im Kreuzgang des Augustinerklosters auf der Kleinseite bestattet.

## Projekte
- 1556: Umbauten am Schloss Hrádek für den Obersten böhmischen Landrichter Johann von Waldstein
- 1556: Umbauten am Schloss Škvorec und am Prager Palais des Jaroslav von Smiřický
- 1557: Bau neuer Gemächer für den Erzherzog Ferdinand von Habsburg auf der Prager Burg
- 1558–1559: Mitarbeit auf dem Hradschin und am Obergeschoss des Lusthauses im Hofgarten
- 1560–1564: Arbeiten an den königlichen Schlössern Lýsa und Přerov nad Labem
- 1567 Entwurf für eine neue Elbe-Brücke bei Brandýs nad Labem; Oberaufsicht über die Arbeiten von Giovanni Battista Aostalli am Schloss Poděbrady
- 1567–1569 Mitarbeit am Bau des Ballspielhauses im königlichen Garten der Prager Burg
- 1567–1576: Bau der St.-Adalberts-Kapelle vor dem Veitsdom; Restaurierung der gotischen Kirche auf dem Vyšehrad
- 1569–1581: Bauaufsicht beim Umbau des Schlosses Litomyšl für den Oberstkanzler Vratislav von Pernstein
- 1570: Entwurf für Neubauten des Schlosses Duchcov der Familie von Lobkowitz (realisiert von Aostallis Gesellen Filippo)
- 1570: Arbeiten am alten Schloss in Chlumec nad Cidlinou
- ab 1570: Umbau des Schlosses Buštěhrad
- 1572: Entwurf für einen Erweiterungsbau des Schlosses Pardubice; die Arbeiten wurden 1574–1576 durchgeführt
- 1573: Restaurierung des kaiserlichen Hospitals auf dem Hradschin
- 1573–1574: Gestaltung des Gartens im Prager Rosenberg-Palais
- 1578–1579: Restaurierung der Allerheiligen-Hofkirche
- 1579–1580: Umbau des Jagdhauses am Alten Wildpark für Rudolfs II.
- ab 1580: Umbau des Schlosses Slatiňany
- 1581: Pläne zur Restaurierung des Veitsdoms und zur Verstärkung des Turmes
- 1581–1582: Mitarbeit an Projekten seines Stiefsohns Pietro Caranca
- 1586: Restaurierung des Minoritenklosters an der Jakobskirche in der Prager Altstadt
- 1586–1590: Umbau des Prager Palais für Adam II. von Neuhaus
- 1587–1595: Restaurierung und Umbauten Burg Karlštejn
- 1587: Haus des Ritters Václav von Vřesovice
- 1587–1595: Umbau Schloss Kostelec
- 1595: Umbau der Burg in Domažlice zu einem Rathaus